# Arvid Ljung
Carl Axel Arvid Ljung, född 3 september 1992 i Masthuggs församling i Göteborg, är en svensk före detta professionell ishockeymålvakt. Hans moderklubb var Kungälvs IK och han spelade med Almtuna IS 2017–2019 Karlskrona HK 2019.